# 메트헤모글로빈
메트헤모글로빈(영어: methemoglobin)이란 헤모글로빈 내의 Fe2+ 이온이 Fe3+ 이온으로 산화된 상태의 헤모글로빈을 뜻한다. 일반적인 헤모글로빈과 달리, 메트헤모글로빈은 산소 운반 능력이 없다. 정상인의 메트헤모글로빈은 전체 혈색소의 약 1% 정도로 알려져 있다.
메트헤모글로빈이 과다한 경우, 메트헤모글로빈혈증이 나타날 수 있는데, 선천적으로는 체내 산화환원계의 효소 결여로, 후천적으로는 헤모글로빈을 메트헤모글로빈으로 산화시키는 벤조카인 같은 약물 등에 의해 발생할 수 있다.
메트헤모글로빈혈증의 치료제로는 메틸렌블루가 널리 쓰인다.

## 같이 보기
- 헤모글로빈